# Donnellia longidens
Donnellia longidens là một loài Rêu trong họ Sematophyllaceae. Loài này được (Ångström) W.R. Buck mô tả khoa học đầu tiên năm 1988.